# Скиток (Черниговская область)
Скиток (укр. Скиток) — село в Черниговском районе Черниговской области Украины. Население 31 человек. Занимает площадь 0,33 км².
Вблизи села расположен международный автомобильный пункт пропуска «Новые Ярыловичи».
Код КОАТУУ: 7424486409. Почтовый индекс: 15013. Телефонный код: +380 4641.

## Власть
Орган местного самоуправления — Добрянская поселковая община. Почтовый адрес: 15011, Черниговская обл., Черниговский р-н, пгт Добрянка, ул. Центральная, 8.